# Censored Colors
Censored Colors è il terzo album in studio del gruppo musicale statunitense Portugal. The Man, pubblicato nel 2008.

## Tracce
Testi e musiche di John Baldwin Gourley.
1. Lay Me Back Down – 3:49
2. Colors – 5:02
3. And I – 5:39
4. Salt – 4:17
5. Created – 2:52
6. Out and In and In and Out – 4:46
7. Intermission – 1:49
8. New Orleans – 5:03
9. Never Pleased – 3:46
10. Sit Back and Dream – 1:20
11. Hard Times – 2:34
12. Our Times – 1:45
13. All Mine – 3:46
14. 1989 – 4:12
15. Our Way – 2:31